# St. Aegidius (Aegidienberg)

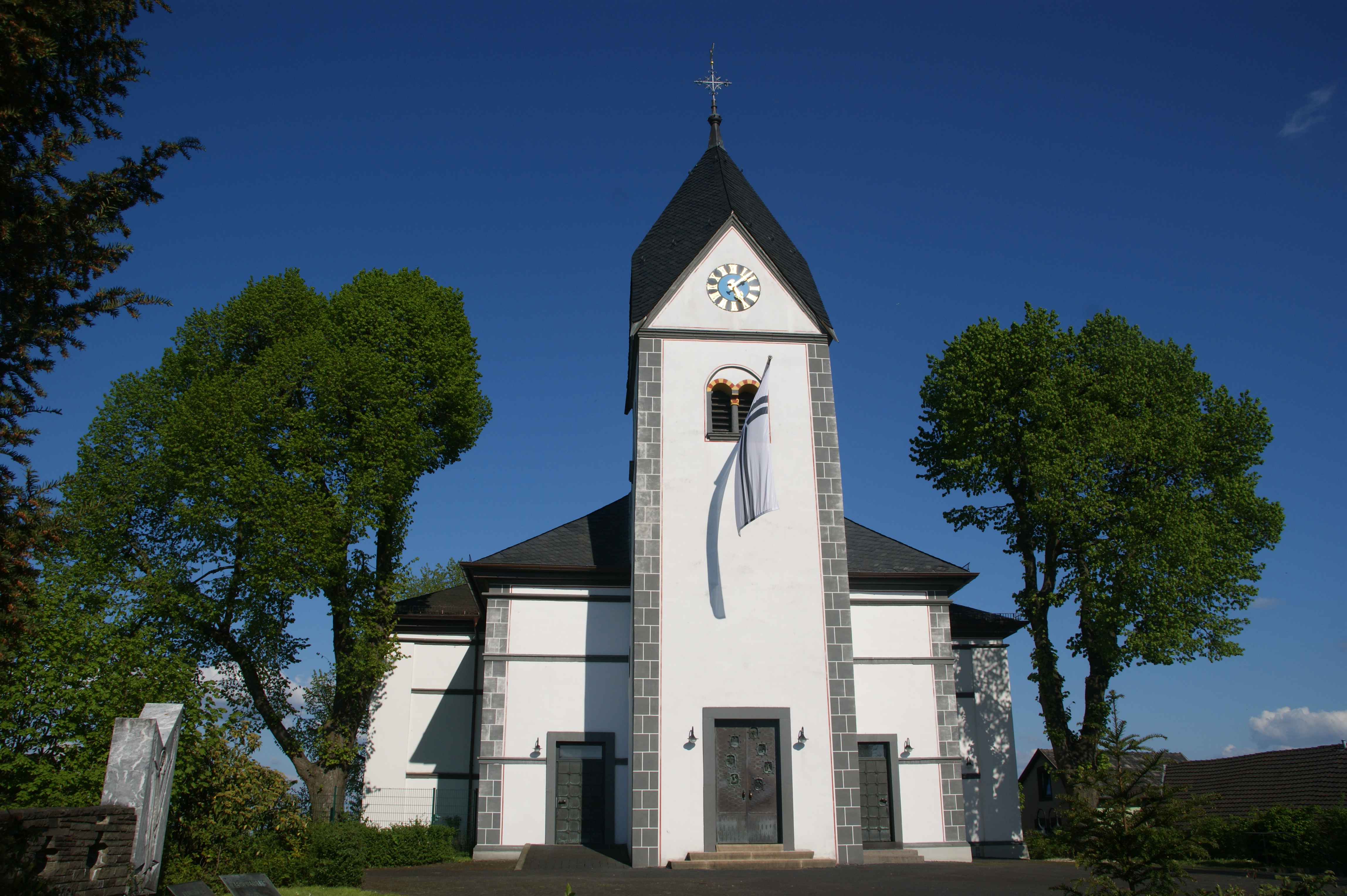
Pfarrkirche St. Aegidius (2009)

Die St.-Aegidius-Kirche ist die katholische Pfarrkirche von Aegidienberg, einem Stadtbezirk von Bad Honnef. Das Wahrzeichen von Aegidienberg liegt auf einer weithin sichtbaren Anhöhe am Aegidiusplatz im Zentrum der Ortschaft. Namenspatron der Kirche ist der heilige Ägidius. Sie steht als Baudenkmal unter Denkmalschutz.

## Geschichte

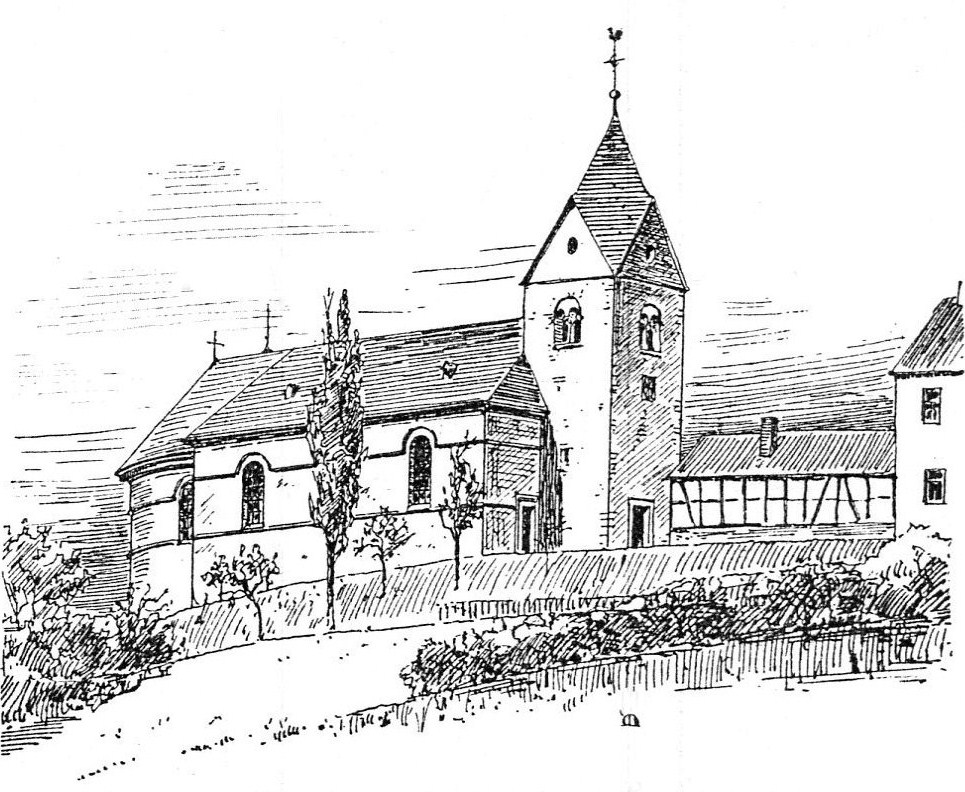
Pfarrkirche St. Aegidius (1907)

Die Kirche geht auf das 12.–13. Jahrhundert zurück und wurde als Filiale von Honnef errichtet. Bei Ausschachtungsarbeiten für eine Fußbodenheizung der Kirche entdeckte man Altarfundamente und die Mauer einer vermutlich rechteckigen Vorgängerkirche. Sehenswürdigkeiten innerhalb der Kirche sind der barocke Hauptaltar von 1779 (restauriert 1957) und der mit Andesit vom Stenzelberg erbaute Taufstein aus dem 13. Jahrhundert (restauriert 1961). Die Pfarrkirche ist der Rest der 1824 im Kern abgerissenen und bis 1827 wiederaufgebauten Kirche, wobei das klassizistische Langhaus entstand und der romanische Turm sein rechteckiges Portal erhielt. 1889 wurde das neue Rhombendach angebracht, wobei der Kirchturm um fünf Meter erhöht wurde. Bis 1893 erfolgten weitere Arbeiten, darunter der Anbau mehrerer Dreiecksgiebel. 1923 kamen die beiden Seitenschiffe dazu.
Im Zweiten Weltkrieg wurde der Kirchturm 1945 schwer beschädigt, 1946 dann restauriert. Der Bildhauermeister Sepp Hürten ließ 1962 zwei bronzene Seitenportale montieren und die für das Rheinland einzigartigen „Stuckschürzen“ links und rechts des Mittelschiffs. 1986 und 2001/2002 wurde die Kirche umfassend renoviert. Bei der letzten Renovierung kam es zur Entfernung der Stuckschürzen.

## Orgel
Die Orgel wurde 1929 durch Johannes Klais Orgelbau, Bonn (Opus 730) gebaut. Vom freistehenden Spieltisch werden die Kegelladen pneumatisch bedient. Sie hat 14 Register auf zwei Manualen und Pedal. Die Disposition lautet:
| I Hauptwerk C–g3 |               |    |
| 1.               | Principal     | 8′ |
| 2.               | Gedackt       | 8′ |
| 3.               | Dulciana      | 8′ |
| 4.               | Octave        | 4′ |
| 5.               | Rohrflöte     | 4′ |
| 6.               | Mixtur II-III |    |

| II Positiv C–g3 |                   |    |
| 7.              | Offenflöte        | 8′ |
| 8.              | Salicional        | 8′ |
| 9.              | Vox coelestis     | 8′ |
| 10.             | Blockflöte        | 4′ |
| 11.             | Nachthorn         | 2′ |
| 12.             | Progressia III-IV |    |

| Pedal C–d1 |           |     |
| 13.        | Subbass   | 16′ |
|            | Zartbass  | 16′ |
| 14.        | Octavbass | 8′  |

- Koppeln: II/I, Sub II/I, Super II/I, I/P, II/P
- Spielhilfen 1 freie Kombination, Handregister, Festkombinationen (Piano, Forte, Tutti), Piano-Pedal, Walze, Walze ab

1. ↑  Windabschwächung Nr. 13

## Glocken
Zu der Glocke von Jan (II) van Trier vom Ende des Mittelalters goss die Glockengießerei Otto in den Jahren 1899, 1923, 1924, 1926 insgesamt fünf Bronzeglocken für die Aegidienkirche. Bis auf die ais-Glocke von 1923 fielen alle Glocken den Glockenvernichtungen der beiden Weltkriege zum Opfer. Nach dem Zweiten Weltkrieg wurde das Geläut durch Glocken von Mabilon ergänzt. Heute erklingen vom Turm der Aegidienkirche vier Glocken:
| Nr. | Name        | Durchmesser (mm) | Masse (kg) | Schlagton (HT-1/16) | Gussjahr | Glockengießer                           |
| 1   | Maria       | 1110             | 820        | fis1 –3             | 1955     | Glockengießerei Mabilon, Saarburg       |
| 2   | Aegidius    | 998              | 640        | gis1 +0             | 1538     | Jan (II) van Trier, Aachen              |
| 3   | Barbara     | 852              | 380        | ais1 –1             | 1923     | Glockengießerei Otto, Bremen-Hemelingen |
| 4   | Schutzengel | 830              | 350        | h1 +0               | 1955     | Glockengießerei Mabilon, Saarburg       |